# Acianthera welsiae-windischiae
Acianthera welsiae-windischiae är en orkidéart som först beskrevs av Guido Frederico João Pabst, och fick sitt nu gällande namn av Alec M. Pridgeon och Mark W. Chase. Acianthera welsiae-windischiae ingår i släktet Acianthera och familjen orkidéer. Inga underarter finns listade i Catalogue of Life.

## Bildgalleri

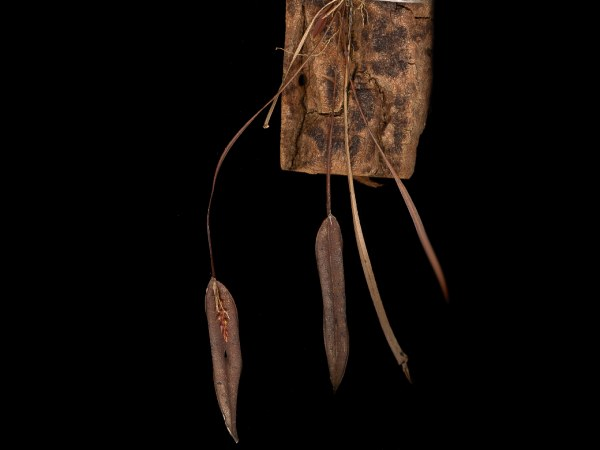